# Jesenje
Jesenje je naselje v krajevni skupnosti Hotič v Občini Litija.